# Angel (canción de a-ha)
«Angel In The Snow» es el tercer Sencillo del álbum Memorial Beach (1993), quinto álbum de a-ha, y la cuarta canción del álbum.
«Angel In The Snow» fue el regalo de bodas que Paul Waaktaar escribió a Lauren Savoy, su esposa, y es una de las canciones más hermosas de a-ha.
a-ha tocó esta canción en el concierto de Vallhall que fue editado en DVD, pero este no se incluyó al final. Sí se incluyó el audio de la actuación, junto a otros, en el CD de la edición limitada del DVD (de venta sólo a través de a-ha.com). No obstante, el vídeo existe y se puede ver, de hecho, en YouTube.

## Video
- Dirección: Howard Greenhalgh
- No disponible comercialmente

## Sencillo en vinilo de 7"
- Sencillo en UK de 7" y

Presenta a Angel In The Snow (Editado)(4:06) y I Call Your Name de "Live In South America" (4:42).
- Sencillo en Alemania de 7"

Presenta a Angel In The Snow (Editado)(4:06) y I Call Your Name de "Live In South America" (4:42).

## Sencillo en vinilo de 12"
- Promoción en Brasil de 12"

Presenta a Angel In The Snow (4:13) y Bye Bye Baby de Madonna.

## Los sencillos en CD
- Sencillo de Alemania de 5"

Presenta a Angel In The Snow (4:06), I Call Your Name de "Live In South America" (4:42) y Angel In The Snow (Instrumental Acústico) (4:05).
- Promoción de Alemania de 5"

Presenta a Angel In The Snow (4:13).
- Sencillo en UK de 5"

Tiene 2 CD y presenta:
CD 1:
- 1. «Angel» (Instrumental Acústico)
- 2. «Stay On These Roads» (Live In South America)
- 3. «Manhattan Skyline» (Live In South America)
- 4. «Scoundrel Days» (Live In South America)

CD 2:
- 1. «Angel» (Editado)
- 2. «The Sun Always Shines On T.V.» (Live In South America)
- 3. «I Call Your Name» (Live In South America)
- 4. «Early Morning» (Live In South America)

## Sencillo en casete
- Sencillo en UK

Presenta a Angel In The Snow (Editado) (4:06)
y a I Call Your Name de "Live In South America" (4:42).
- Datos: Q4762045